# Hélvio Jobim
Hélvio Niederauer Jobim (Santa Maria, 19 de outubro de 1917 — Santa Maria, 8 de agosto de 2005) foi um político brasileiro.
Hélvio era filho de Walter Só Jobim, ex-governador do Rio Grande do Sul, e de Ana Ahrens Niederauer. Foi casado com Namy Portinho de Azevedo, com quem teve três filhos: Walter Jobim Neto (n. 194?), desembargador do Tribunal de Justiça do Rio Grande do Sul aposentado, ex-professor da UFSM, Defensor Militar da União e advogado; o jurista Nelson Jobim (1946-), ex-ministro do STF; e o engenherio Hélvio Jobim Filho (1947-2022).
Foi eleito, em 3 de outubro de 1958, deputado estadual, pelo PSD, para a 40ª Legislatura da Assembleia Legislativa do Rio Grande do Sul, de 1959 a 1963.